# Palosaari (ö i Finland, Södra Savolax, Nyslott, lat 61,74, long 28,81)
Palosaari eller Petässaari är en ö i Finland. Den ligger i sjön Pihlajavesi och i kommunen Nyslott i  landskapet Södra Savolax, i den sydöstra delen av landet, 270 km nordost om huvudstaden Helsingfors. Öns area är 14 hektar och dess största längd är 0,9 kilometer i öst-västlig riktning.